# Henry Z Jones, Jr.

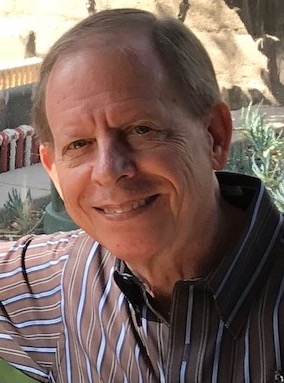
Hank Jones (2018)

Henry Z (Hank) Jones Jr. (* 3. Juni 1940 in Oakland, Kalifornien) ist ein US-amerikanischer Schauspieler, Musiker, Genealoge und Autor. Einem breiten Publikum wurde er vor allem durch seine Auftritte in Disney-Spielfilmen bekannt.

## Leben
Hank wuchs in San Leandro, Kalifornien, auf, besuchte die San Leandro High School und studierte ab 1958 Kommunikationswissenschaft an der Stanford University. Während seiner Schulzeit war er Sänger der Band Hank Jones & The White Bucks, in seiner Studienzeit bildete er zusammen mit seinem Schulfreund Dean Kay das Duo Hank and Dean. 1961 erhielten sie ihren ersten Plattenvertrag bei RCA Victor. Es folgten Alben bei Capitol und Epitomé Records. 1962 kamen Hank und Dean zur TV-Unterhaltung als Mitwirkende der Tennessee-Ernie-Ford-Show bei ABC. 1963 wurde Dean zum Militär eingezogen und das Duo trennte sich. Dean wurde später ein erfolgreicher Musikverleger. Hanks Schwerpunkt verlagerte sich zur TV-Unterhaltung und der Filmindustrie in Hollywood. In den 1960er und 1970er Jahren spielte er in acht Disney-Filmen mit.
Im Fernsehen hatte Hank Rollen in My Three Sons (1960) mit Fred MacMurray und William Frawley sowie in der Patty Duke Show (1963). Er war in vielen Comedy-Programmen der 1960er und 1970er Jahre vertreten, darunter Petticoat Junction (1963), Love, American Style (1969), The Jeffersons (1975), Love Boat (1977), Mork & Mindy (1978) und viele andere. Eine seiner interessantesten Rollen war es, in einer TV-Version von Mark Twains Der Prinz und der Bettelknabe den Zwillingsbruder des Beatles Ringo Starr zu spielen (nach fünf Stunden Make-up jeden Tag). Im Laufe der Jahre wurde Hank in unzähligen Fernsehwerbespots gezeigt, von denen einige (für MacDonalds, Hai Karate After Shave, Honda und Dial Soap) Preise gewannen und in NBCs World's Greatest Commercials gezeigt wurden. Als langjähriger Songwriter und Mitglied von ASCAP wurde Hanks von Mel Tormé aufgenommener Song Midnight Swinger 1970 mit einer vorläufigen Grammy-Nominierung ausgezeichnet. 1986 trat Hank dreimal als Champion in der beliebten Fernseh-Quizshow Jeopardy! auf.
Er zog sich 1981 aus der Unterhaltungsindustrie zurück und wandte sich vermehrt der Genealogie zu, seinem Hobby von Kindesbeinen an. Zu seinen Vorfahren zählte Abraham Bergmann, der bei der Massenauswanderung der Pfälzer (1709) von Iggelheim  aus der Kurpfalz nach County Limerick in Irland kam. Hank studierte intensiv die gesamte Überlieferung zu der gesamten Auswanderergruppe und legte im Laufe der Jahre mehrere Bücher zu diesem Thema vor, zunächst The Palatine Families of Ireland (1965, 2. erweiterte Ausgabe 1990), anschließend sein Hauptwerk The Palatine Families of New York (2 Bände, 1985). Das Werk dokumentiert Herkunft und Verbleib der 847 im Staat New York angesiedelten Pfälzer Familien und gewann 1986 den Donald Lines Jacobus Award als bestes genealogisches Werk und den Award of Merit der National Genealogical Society. Hank wurde als einer der 50 Fellows in die American Society of Genealogists gewählt, deren Präsident er später wurde. Weiter war er Fellow der New York Genealogical & Biographical Society.
Aus zweiter Ehe hat er eine Tochter Amanda. Er lebt mit seiner Frau Bonnie in San Diego.

## Filmografie (Auswahl)
- 1965: Village of the Giants
- 1965: Kurven-Lilly (Girl Happy)
- 1967: Sturm auf Höhe 404 (The Young Warriors)
- 1968: Käpt’n Blackbeards Spuk-Kaschemme (Blackbeard’s Ghost)
- 1970: Tora! Tora! Tora! (Tora! Tora! Tora!)
- 1974: Herbie groß in Fahrt (Herbie Rides Again)
- 1976: Zotti, das Urviech (Shaggy D.A.)
- 1978: Die Katze aus dem Weltraum (The Cat from Outer Space)

## Werk
- A few more left!
- Arrival Time
- German origins of Jost Hite, Virginia pioneer, 1685–1761
- Memories : the "show-biz" part of my life
- Psychic roots : serendipity & intuition in genealogy
- More Psychic Roots: Further Adventures in Serendipity & Intuition in Genealogy
- Story of Isaac Hillman
- The Palatine Families of Ireland
- The Palatine Families of New York
- More Palatine families : some immigrants to the middle colonies 1717–1776 and their European origins, plus new discoveries on German families who arrived in Colonial New York in 1710
- The Palatine Families of New York 1710: A supplement
- Westerwald to America : some 18th century German immigrants